# Nailsea
Nailsea est une ville située dans l'autorité unitaire du North Somerset, dans le comté du Somerset, au sud-ouest de l'Angleterre. En 2011, sa population est de 15 630 habitants.

## Source de la traduction
- (en) Cet article est partiellement ou en totalité issu de l’article de Wikipédia en anglais intitulé « Nailsea » (voir la liste des auteurs).